# 脩子内親王
脩子内親王（しゅうしないしんのう）は、一条天皇の第一皇女で、母は皇后・藤原定子。『大日本史』では「修子」と表記。名は「ながこ」とも読む。同母弟妹に敦康親王、媄子内親王。

## 生涯
母方の外戚・中関白家の凋落した長徳の変が起こった長徳2年の暮れ12月に生まれる。この時、出産予定から大幅に遅れ、世の人は妊娠十二ヶ月であると噂したという。
早くに母を亡くしたが、父の意向で宮中で育った。鍾愛の皇女であったことから、父は脩子を著裳とともに三品に直叙、寛弘4年（1007年）1月、12歳の時には、一品に叙すとともに准三宮の待遇を与え、本封のほか1,000戸を加えた。このときの詔書は『大日本史』に収録されている。父の死後、藤原道長、彰子の庇護のもとにいるのを潔しとせず、両人の不興を承知のうえで叔父・藤原隆家の屋敷へ移った。その後、長和2年（1013年）1月27日に三条宮に遷御したことが『小右記』に見える。
彰子のもとに引き取られた同母弟の敦康親王とは別々に暮らしていたが『栄花物語』は敦康が20歳で死去した際には非常に嘆き悲しんだという逸話を伝える。たいへん信心深く、治安4年（1024年）3月に落飾、入道一品宮などと称された。高貴な皇女の多くがそうであったように、終生未婚であったが、藤原頼宗の次女・延子（母は藤原伊周女で脩子内親王の従姉妹）を養女とし、延子が後朱雀天皇に入内した際には養母として付き添った。『栄花物語』によれば脩子は書に長じ、またそのそばには琴や琵琶を能く弾く人々が多くはべっていたため、延子も箏の琴に優れていたという。永承4年に死去した際、葬送の日がちょうど釈迦入滅の日であったため、時人は「成仏間違いなし」と称したと『後拾遺和歌集』は伝えている。
脩子は外戚の零落後に生まれ、同母弟の敦康親王同様、後見人に恵まれなかったが、父・一条天皇は長女である内親王を非常に可愛がり、また天皇の近臣たちもそれを熟知していたために、彼女のためによく奉仕したことが『権記』『小右記』などに散見する。また彼女は後一条・後朱雀の両天皇（ともに彰子所生）にとって、異母姉とはいえただひとりの姉であったため、生涯を通して朝廷でそれなりに尊重された。
なお、彼女は『枕草子』の伝来に関係したらしい（枕草子能因本奥書）。また、歌人・相模が仕えたことでも知られる。
寛仁4年（1020年）ごろ、三条宮西に住む菅原孝標女が内親王家から「めでたき草子ども」を下賜されたというエピソードが『更級日記』にある。